# Houet
O Houet é uma província de Burkina Faso localizada na região de Hauts-Bassins. Sua capital é a cidade de Bobo Dioulasso.

## Departamentos

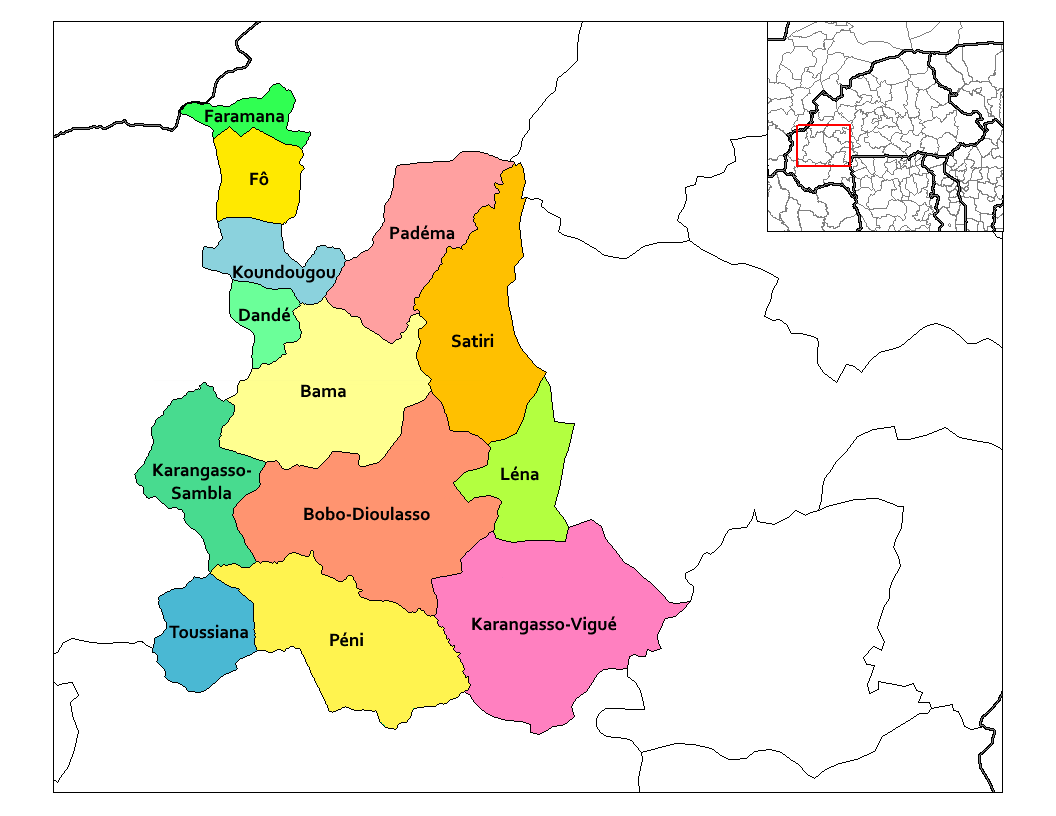
Localização dos diversos departamentos da província do Houet, Burkina Faso

A província do Houet está dividida em treze departamentos:
- Bama
- Bobo-Dioulasso
- Dandé
- Faramana
- Fô
- Karangasso-Sambla
- Karangasso-Vigué
- Koundougou
- Léna
- Padéma
- Péni
- Satiri
- Toussiana